# Giochi funerari
Giochi funerari (titolo orig. Funeral Games) è un romanzo storico di Mary Renault, pubblicato nel 1981. Il romanzo è il terzo e ultimo capitolo della trilogia su Alessandro Magno, iniziata nel 1969 con Fuoco dal cielo e proseguita nel 1972 con Il ragazzo persiano. L'opera tratta il lento sgretolamento dell'impero macedone dopo la morte di Alessandro, fu l'ultimo romanzo pubblicato dalla scrittrice britannica prima della sua morte nel 1983.

## Trama
Dopo la morte di Alessandro a Babilonia nel 323 a.C., Perdicca vuole diventare il reggente dell'erede al trono macedone, ma a lui si oppone Meleagro, che vuole Arrideo come nuovo re. Mentre la contesa rischia di sfociare in guerra civile, Rossane fa uccidere le figlie incinte di Dario. Perdicca diventa reggente con Arrideo e Alessandro IV come re. Il passare degli anni vede un deterioramento delle condizioni politiche e una suddivisione dell'impero, fino ad arrivare al 319, quando l'ambizioso Cassandro succede al padre Antipatro. Egli incrementa rapidamente il proprio potere conquistando Atene e facendo eliminare sia Rossane che Alessandro IV nel 310, prima di morire di idropsia nel 297 a.C. Dopo la sua morte sarà il faraone Tolomeo a scrivere un libro per smascherare i numerosi inganni del tiranno.

## Edizione italiana
- Giochi funerari, traduzione di Maria Grazia Bosetti, Collana Oscar Cult, Milano, Arnoldo Mondadori Editore, 31 gennaio 2023,  p. 300, ISBN 978-88-047-5134-2.